# 月経

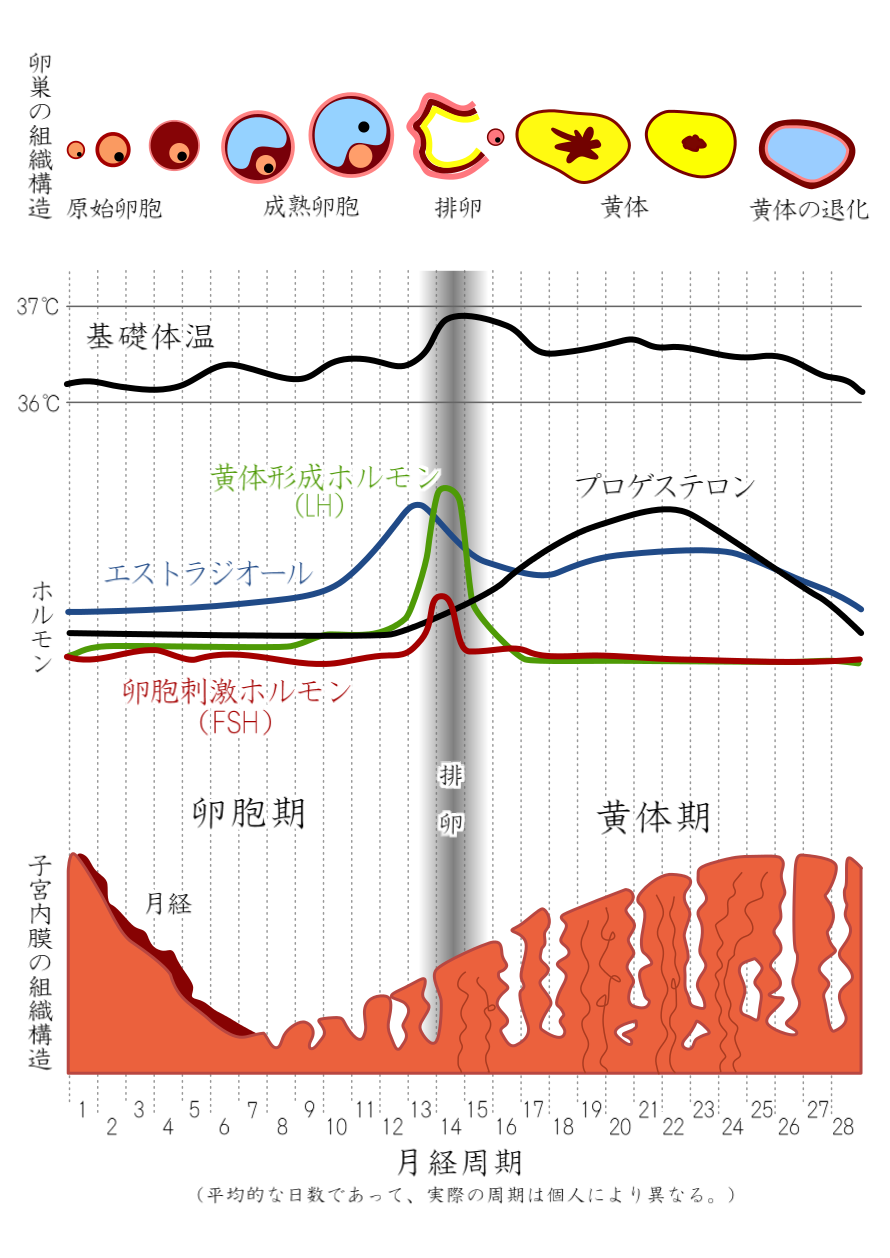
月経周期における卵巣、基礎体温、ホルモン分泌、子宮内膜などの変化。

月経（げっけい、英: menstruation）は、性成熟したヒトの女性、高等霊長類のメスにおいて、子宮内膜（子宮壁の最内層）が周期的に剥離・脱落する際に生じる生理的出血である。
思春期に始まり（初経）、個人差はあるが、閉経時期までの間におよそ28日周期で起こり、通常3～7日間続く（正常月経周期：25日から38日）。月経と同時かその数日前から不快な症状を感じる女性が多く、これは「月経随伴症状」や「月経前緊張症候群」、「生理痛（月経痛）」と呼ばれる。特に生理痛は子宮筋が収縮し剥離・脱落した子宮内膜を腟へ排出する際に生じる収縮痛である。
正式な医学用語は月経だが、「生理（せいり）」「女の子の日」「女性の日」「レディースディ」「メンス」「アレ」など様々な名称で呼ばれる。他には「名称」節を参照。

## 名称
『古事記』の、倭健命が美夜受比売の服に経血の跡を見付けて交わし合った歌についての説明に「月経」という文字の並びが登場し、これが日本に於ける初出とされている。1872年、奥山虎章が『医語類聚』にて 「Menses」 「Menstruation」の訳語として「月経」を採用する。
月経という言葉が普及する以前は「月水」「経水」などと呼ばれていたが、時代や階級などによって様々な名称で呼ばれた（例：「おまけ」「おめぐり」「はつはな」「めぐり」「おてなし」「かりや」「おてあい」等）。おおよそ1ヶ月の周期であることから、古くから「月の障り」と呼ばれ、異称として「月のもの」「月やく」「月の障り」「お月様」などと呼ばれた。また、直接的な表現を忌み言葉として避け婉曲な表現を用いることも多く、地方での異称も数多く存在する。
大正期の広告などには「月役」の名称も見られる。昭和に入ると「生理」という表現が用いられるようになり、当初は婉曲的な表現だったものが、やがて完全に月経の別称となっていった。このほか同時期には、「メンス」（英: menstruation, menses のカタカナ表記の省略形）、紙ナプキンの普及以降は「アンネ」（生理用品のメーカー名より）、「お客さん」（ナプキンを座布団に見立てて「予め座布団を敷いてお客さんを待つ」などともいう）、「お弁当箱」（ナプキンが梱包されている形から）などとも呼ばれるようになり、また現代では「セーラームーン」｛月経周期が月の満ち欠け周期（29.5日）に近いことから｝などと呼ぶ場合もある。また直接的な表現を避ける傾向は平成時代に入ってもみられ、「あれ」「あの日」「女の子の日」「女性の日」などとも呼ばれる。

## 月経周期

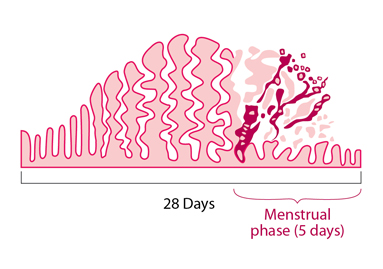
子宮内膜の変化の模式（英語版）

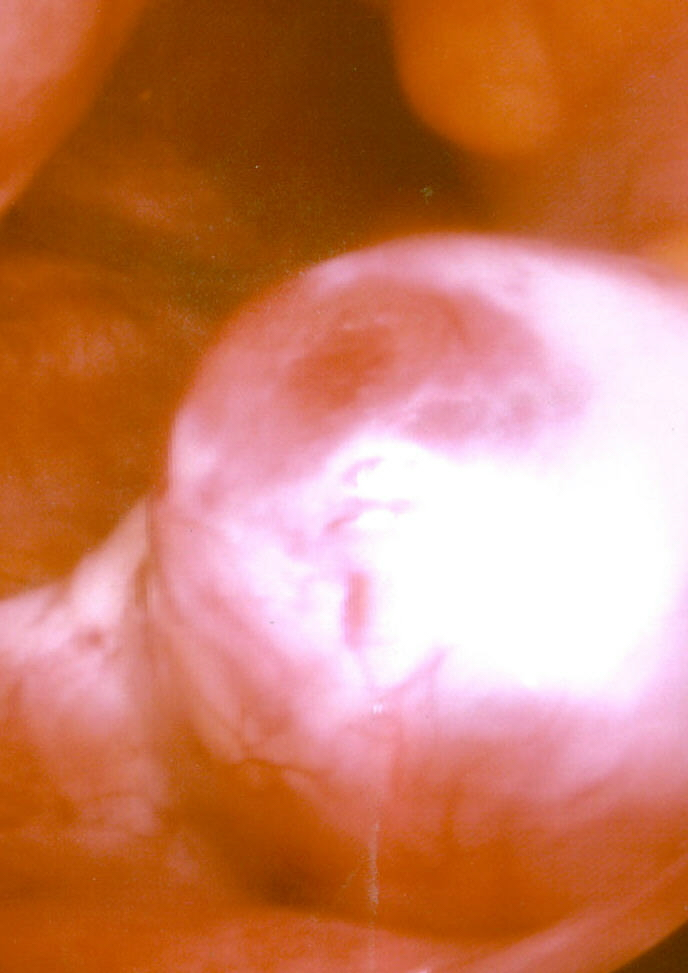
排卵直前の卵巣

月経周期とは、月経開始日を1日目として、次の月経が開始する前日までの日数をいう。月経周期は個人差はあるが、およそ28日周期（個人差はあるが、およそ24–38日が正常の範囲で起こり、医学的には、通常3 - 7日間続く（正常月経周期：25 - 38日）。25 - 36日とする文献もある。
月経周期は卵胞期、排卵期、黄体期に分けられる。適切に月経が起こるには、エストロゲン（卵胞ホルモン）とプロゲステロン（黄体ホルモン）の2種類の女性ホルモンの働きが重要となる。
- 卵胞期 : 卵巣内で下垂体前葉が分泌する卵胞刺激ホルモン（FSH）の影響で卵胞が成長し、子宮内膜が厚くなる。エストロゲンは卵胞が成熟したことを知らせ、卵胞の成熟が止まる[17]。分泌を促されたエストロゲンの血中濃度が高まると下垂体前葉から黄体刺激ホルモンが分泌され、排卵が起こり黄体が形成される[1][16]。
- 排卵期 : 排卵（卵子の放出）が起こる。エストロゲン濃度が最大値となり、プロゲステロン値も上昇を始め、貯蔵されていた黄体形成ホルモンが通常36 - 48時間に渡り大量に放出される黄体形成ホルモンサージ（LHサージ）が起きる。プロゲステロンは子宮内膜に柔らかく厚みのある状態にし、受精卵が着床しやすいように子宮内環境を整える作用がある[17]。卵胞刺激ホルモンもわずかに上昇する。黄体形成ホルモンサージ開始から約16 - 32時間以内に、卵胞壁の崩壊と成熟した卵子の放出を生じさせる酵素が活性化される。また、卵母細胞の第一減数分裂が約36時間以内に完了する[16]。
- 黄体期 : 平均14日間活動を維持する。しかし排卵した卵子が受精しなかった場合、やがてエストロゲンなどの分泌が低下し、子宮内膜が脱落する[1]。そして血液とともに子宮口、膣を経由して体外に排出されるのが月経である。そのため妊娠すると、出産の数か月後まで月経は停止する。

## 初潮

乳房のタナー段階III、陰毛のタナー段階IIまたはIIIで発生することが多い。

生まれて初めての月経を初潮（しょちょう、英: menarche）、または初経（しょけい）とも言う。古くは「初花（はつはな）」とも言われた。初潮時の印象がその後の月経感に影響し、よい印象がなかった人は月経前症候群（PMS）や月経痛が多いという研究結果がある。
年齢
栄養状態や健康状態で初潮を迎える年齢は変動し、栄養状態と健康状態が共に良好であれば早く訪れる。初潮の数ヶ月前から透明又は白色の帯下の増加が見られるようになった後、初潮が発生する。初潮の平均年齢は12.3歳で、大部分は年齢で10歳から15歳の間、陰毛が発育し始めてから一定後（タナー段階で2-3度）、身長の伸びが低くなり始めた頃に発生することが多い。平均初潮年齢は栄養・健康状態の改善により、19世紀以降全世界的に一貫して早まる傾向にある。日本も同様の傾向があり、19世紀末には15歳前後だった平均初潮年齢が、1997年には12歳2ヶ月にまで低下している。
- 10歳未満 早発月経（思春期早発症）。
- 15歳以上 遅発月経
- 18歳で初経を見ない 原発無月経、染色体異常、性の発生・分化異常が疑われる。

妊娠
初潮を迎えると子供を産める身体になると受け取られがちだが、始まっても1-2年間は周期は不規則で排卵が無い（無排卵性月経）場合が多く、妊娠の可能性は低いが、排卵があれば妊娠の可能性はある。
成長
思春期開始から初潮の1年以上前は乳房の発達開始（Thelarche・乳頭期、後に乳輪期）や外陰部の発達し始めなど、大人の体型へ変化し始めで、骨盤が前傾傾向（女児型）のままなど、まだ子供の体型に近いが、初潮を挟む前後1年間は乳房全体が膨らみ始め（第1乳房期、後に第2乳房期）、骨盤が前傾傾向から直立傾向（女児型から女性成人型）に転換し始めることから腹がまっすぐになり、臀部が大きくなり始めるなど急激に体型が変化し、初潮の1年後以降になると骨盤が直立傾向（女性成人型）となり、大人の体型に近くなる（乳房は形成期）。乳房は途中で初潮を挟む約4年間で発達する。初潮時は身長の伸びのピークが過ぎており、初潮後はあまり身長が伸びなくなる。
病気
初潮前後は脊椎側彎症の発症が多いとされている。

## 処置
月経期間中は、子宮から膣を経て体外に経血が排出される。経血の排出は当人のコントロール下にないため、排出される経血を吸収するために、ナプキンやタンポン、月経カップといった生理用品を使用する。
開発支援等では、「女性と思春期の女子が経血を吸収する清潔な生理用品を使い、それをプライバシーが確保される空間で月経期間中に必要なだけ交換でき、石鹸と水で必要な時に体を洗い、使用済みの生理用品を廃棄するための設備にアクセスできること」を月経衛生対処（Menstrual hygiene management、MHM）と呼ぶ（WHO）。
UNESCOは女子や女性をとりまく環境について、月経衛生対処には以下のことを整えていくことが必要だと示している（括弧内は大阪大学の杉田映理による追記）。

1. 正確で時宣を得た（月経に関する）知識
2. 安全かつ手ごろな価格で、入手可能な生理用品
3. （安全かつ衛生的でプライバシーが確保された）トイレと（手や体を）洗うための設備
4. 生理用品の安全で衛生的な廃棄
5. （月経に関する）知識を持ち安心できる（教員やヘルスワーカー等の）専門家
6. 保健サービスへの紹介とアクセス
7. （月経に関する）ポジティブな社会規範
8. （月経に関する）アドボカシーと政策
—UNESCO（2014年）
月経衛生に対する権利は、国連の持続可能な開発目標（SDGs）と、国連の条約で定められた権利に基づいている。貧困や周囲の不理解等により十分な生理用品が利用できないといった月経衛生対処が不十分な状態は、「生理の貧困」と呼ばれることもある。

## 月経異常
期間の異常、サイクルの異常、疼痛などがあり、正常月経の範囲を逸脱したものと定義される
| 月経周期     | 25 - 38日                      |
| 出血持続日数 | 3 - 7日                        |
| 出血量       | 20 - 140 ml                    |
| 随伴症状     | 日常生活に支障の無い軽度のもの |

- 月経不順
  - 月経が始まった頃は、月経周期は安定せず、数か月起こらなかったりすることもよくある。
  - 月経周期 (menstrual cycle) の異常
    - 頻発月経/経早/月経先期：月経周期が異常に短縮する（24日以下）
    - 稀発月経/経遅/月経後期：月経周期が異常に長くなる（39日以上）
    - 不正周期月経/経乱：月経周期が不定期なもの（毎回の変動が7日以上）

  - 月経持続期間の異常
    - 過短月経 (too short menstruation)：出血期間が異常に短縮する（2日以下）
    - 過長月経 (too long menstruation)：出血期間が異常に長くなる（8日以上）

  - 月経量の異常
    - 過少月経 (hypomenorrhea)：20ml未満
    - 過多月経 (hypermenorrhea/menorrhagia)：140ml以上
- 無排卵月経
一見すると定期反復的な出血が見られるが、周期内に排卵を伴わないもの。基礎体温を測ると一相性になる。厳密な意味での月経とはいえず、特に短期間に繰り返す頻発月経だったり不正周期のランダムな出血だったり、あるいは月経とも呼べない程の過少月経だったりする場合は、不正出血の一種として扱うことも多い。
- 無月経 (amenorrhoea)
  - 原発性無月経
18歳の誕生日までに初潮を見ないこと。染色体異常や性分化疾患、内分泌器系の異常[35]などで起因することが多い。
  - 二次性無月経または続発性無月経
初潮後ある程度月経を経験した女性の月経が3か月以上なくなること。妊娠した場合には当然ながら続発性無月経となる。また過度なダイエットや拒食症、過度のスポーツなどで栄養障害を起こした場合にしばしば起こりうる。スポーツに起因するものは運動性無月経と呼ばれる事がある[36]。
- 月経発来異常
  - 早発月経 (premature menstruation)：10歳の誕生日より前に初経を迎える[35]
  - 遅発月経 (delayed menstruation)：16歳の誕生日より後に初経を迎える
- 月経困難症（生理痛 dysmenorrhea）。子宮筋が収縮し剥離・脱落した子宮内膜を腟へ排出する際に生じる収縮痛[4]。
月経期間中に痙攣のような腹痛や腰が砕けそうな痛み、足の痺れ、身体の麻痺、下痢・悪心など、日常生活に支障をきたすような不調が起こること。若い女性に多い。妊娠経験後、痙攣性の腹痛を感じなくなる場合も少なくない。
- 月経前症候群・PMS (premenstrual syndrome)
多くの女性は月経前数日、様々な不快を感じる（個人差はある）。腰痛・腹痛・頭痛・むくみ・悪心・食欲不振・乳房の緊張など。また精神的に不安定になって、落ち込んだり怒りっぽくなったりすることも多い。黄体ホルモンの影響によると考えられる。

## 閉経
閉経とは、卵巣機能の低下による生理的または医原性の月経停止（無月経）であり、妊孕性がなくなる。月経が来ない状態が1年以上続いた時に、1年前を振り返って閉経とする。日本では「閉経」も漢方系の「血の道」もあまり使われておらず、医療でも一般でも「更年期」が使われることが多い。動詞で「上がる」とも称する。
月経の周期が規則的であるためには、卵巣から十分なホルモン（エストロゲンとプロゲステロン）が分泌される必要があり（月経周期を参照）、閉経は、加齢により卵巣からのホルモンの分泌が停止することで起こる。閉経時期（更年期）を迎えると、女性の体はホルモン分泌が変わり、月経は不規則になり、卵巣の中に卵胞がなくなり排卵が終わることで、閉経に至る。月経周期の変化は通常40代で始まり、周期の長さが変動する。閉経時期は個人差が大きく、早い人は40歳台前半、遅い人は50歳台後半で、40 - 55歳の間に迎える閉経は正常とみなされる。アメリカ人の平均閉経年齢は約52歳、日本人の平均閉経年齢は約50歳である。
日本産科婦人科学会定義による 月経異常の種類【閉止】と問題点
| 種類と年令                         | 問題点             |
| ---------------------------------- | ------------------ |
| 正常 50歳                          |                    |
| 早期閉経 40歳未満 （早期卵巣不全） | 骨粗鬆症、動脈硬化 |
| 遅発閉経 55歳以上                  | 乳がん、子宮体がん |

閉経をはさむ前後5年ほどの時期を「更年期」と呼ぶ。月経の停止以外に、ホルモンバランスの変化や心理影響によって色々な自覚症状を感じる女性もおり、更年期障害と呼ばれている。ホットフラッシュ（ほてり、のぼせ）は75 - 85％の女性が経験する。閉経後はエストロゲンが分泌されなくなることで、骨密度が低下し、子宮、膣等の内性器、外陰部、乳房などの萎縮が起こる。皮膚や粘膜が薄くなり潤いがなくなることで、腟等は乾いて抵抗力が落ち炎症が起きやすくなり、性交時に痛みを感じる人も増える。

## 月経中の性行為
月経中の性行為はタブー視されていることが多い。キリスト教のカトリックでは、西ローマ帝国のアウグスティヌスの結婚論によって性倫理が規定され、結婚の第一の善は生殖、生み育てることとされており、生理中等の生殖が不可能と思われる時期のセックスは、教義上正当化することが困難であった（現代では良好な夫婦関係のためのセックスの意義も認められている）。
月経中に性欲の高まりを感じる人もいる。産婦人科医の河野美代子によれば、血液の流出に対処できるのであれば行為自体に問題はないという。また、「生理中にセックスしてはいけない」という説には医学的な根拠はないのではないかとも述べている。性行為で経血の逆流が起こるとされることもあるが、英国王立産婦人科医協会によれば、経血の逆流は性行為の有無に関わらず月経中の女性の90%に起きていることであるという。
しかし、月経中の性行為でも妊娠の可能性はあり、妊娠を避ける場合は通常通り避妊が必要となる。また、子宮頸部が広がっていることにより感染のリスクが普段よりも若干上がっているため、パートナーが性感染症に罹患しているかどうかわからないような場合には、コンドームなどを利用してセーファーセックスを心がける必要がある。また、ヒト免疫不全ウイルス（HIV）などの性感染症のウイルスは血液中に存在するため、パートナーにうつさないためにも、セーファーセックスは有用な考え方である。インディアナ大学ブルーミントン校公衆衛生学部の教授であるデビー・ハーベニック博士は、オーガズム時の筋収縮によって月経前や月経時の痛みや不快感が和らぐこともあるとしている。ただし、生理痛を和らげるためにできることは他にもあるため、女性は生理痛であるか否かに関わらず、したいときはすれば良いし、したくないときはしなければ良いとも述べている。

## 社会的捉え方

### 祝い事
多くの国では、初潮を迎えた女性を祝う風習がある。
日本では、貴重で特別な食材である小豆を祝い事で食べることが多く、集落の中で女子が初潮を迎えると、結婚し子どもを産める身体になったことを祝い、畏敬の念を込めて女子に自らの身体を大切にするよう促す儀礼として、赤飯を炊いて祝い、近所の家々にもふるまう習慣があった。古代の日本では、血には霊力が宿り、豊穣をもたらすと考えられ、月経のある女性は神聖視されており、月経が忌み嫌われながらも、喜びの意味を持つ「初経祝いの赤飯」の儀礼が行われたのは、古代の神聖視の名残であるという。
田辺けい子による2015年の30歳から80代の女性への聞き取り調査では、ほぼすべての人が「初経祝いの赤飯」のエピソードを語っているが、50代以下では儀礼は形骸化し、日常の中で赤飯を食べるだけのイベントになっている。

### タブー
月経に関する社会的、経済的、政治的、文化的障壁は、世界で約500万人に影響を与えていると言われる。
社会における月経観には文化的側面があり（参考：文化と月経）、文化によって見方は異なる。月経は身体的な現象、生理現象であるが、女性たちはそれぞれの地域の月経に対する文化的・社会的な価値観の中で月経を経験する。月経中の女性や経血を穢れ、畏れの対象とする社会は多い。タブーという言葉の語源自体、月経を意味するものだと言われる。世界的に「血穢（血の穢れ）」に基づく「月経不浄視」があり、月経は、穢れ、不浄なものとみなされたり、汚いもの、恥ずかしいものもみなされてきた。世界の主要な宗教では、女性は月経があるがために穢れた存在であると説かれ、現在でも世界各地で、月経中の女性を小屋（月経小屋）に隔離する慣習や、月経中の女性は舟に乗ってはいけない、食品を加工してはいけない、といった、月経に関して女性の行動を制限する決まりが見られる。
ユダヤ教、そこから派生したキリスト教、イスラム教や、それ以外の宗教的伝統は、様々な方法で世界各地で月経のタブーを形成してきた。ユダヤ教やヒンドゥー教、日本では、月経中の女性を月経小屋（または部屋）に隔離する習慣がある（もしくはあった）。月経中の女性が触れたものや経血が付いた衣服等は、穢れ、不浄になるとされる。インドで生まれた東アジアに広まった仏教では、男性修行者（僧）にとって女性（への性欲）が修行の妨げであること強調され、女性抑圧の傾向があり、後に女人五障説（女性は仏に成れない）、変成男子説（女性は男性に変じることで成仏できる）が説かれ、これが仏教の女性不浄観、女性罪悪観につながっている。日本では、月経小屋の習慣は地方によっては比較的近年まで行われており、家族と離れて食事を取る風習が戦後まで続いたところもあった。ネパール西部のヒンドゥー教徒が行うチャウパディ等、月経小屋の慣習は現在も一部で存在する。
日本では、古代にあった月経の神聖視は薄まりながらも、平安時代中頃まで続いていたが、平安京の貴族社会を中心に穢れとしての月経観が定着していった。インドで生まれ、中国経由で外来した仏教の一派の密教と共に、こうした穢れ観が日本に定着したとも考えられている。日本における月経の不浄視は、支配者層や権力者層が作り出した（もしくは中国から導入した）社会システムであるという説が現在は有力なようである。日本では、かつては月経中の女性は宮参りなどの神事に参加することができなかった（たとえば『落窪物語』巻二、『堤中納言物語』「花桜折る中将」）。室町時代（15世紀）には、中国で作られた偽経「血盆経」が伝わり、これが日本の月経の不浄視に最も影響を及ぼしたと考えられている。血盆経信仰は、女性は出産、月経の出血の穢れの罪業で死後血の池地獄に堕ちるが、血盆経を唱えれば救済されるという教えで、日本にあった血を忌む思想と仏教の女性不浄観が習合し、女性は血を流すため不浄だと説かれた。日本では現在も、女人禁制の聖地が存在し、一部の社寺では女性の神事の参加を禁止している。大相撲の土俵は現在も女人禁制であるが、これは相撲が元は神事だった名残である。
日本では、月経の対処法を母親から学ぶ人がほとんどいうこともあり、血穢や血盆経信仰の影響で長年育まれた月経に対するネガティブな理解・態度、月経に対する「隠すべきもの」「穢れたもの」といった意識は、現在も母から娘へと連綿と継承されていると推測されている。
月経のタブーとジェンダー規範は深く結びついており、女性はこう振る舞うべきという規範に、月経が関係していると指摘されている。文化人類学者の杉田映理・新本万里子は、月経は「恥ずかしいもの」「秘匿すべきこと」「秘めごと」といった月経観は、女性の身体が性的なものとして見られていること、「セクシュアルなまなざしの対象になっていることを示している。」と述べている。
月経は歴史的に社会において、女性の劣等性を主張する手段であり、選挙や政治、市民社会に参加するには、女性は生理学的に不適格であることを示す「呪い」として使われてきた。エディンバラ・ネピア大学のカースティン・マックロードは、社会の中で女性にとって月経は「ジェンダーのスティグマと社会的不名誉として機能し、その存在が恒久的に続く」と述べている。
2016年にイギリスで、緊縮財政政策による市民の苦境とフェミニズムの台頭の中で、生理用品の購入が困難な低所得世帯の女性と女子が増加しているという問題が注目され、「生理の貧困」と呼ばれた。2010年代にSNSの広がりに伴い、SNSでのハッシュタグを使って、生理にまつわる諸問題の声と情報が集積し、これが後押しになり、「生理の貧困」ムーブメントは一種のフェミニズム運動と呼べるまでに成長し、経済的問題だけでなく、それ以外の月経に関する非物質的な問題も顕在化した。「生理の貧困」の問題は、「貧困への偏見」と「月経への偏見」という二重のタブーがある。生理の貧困の生活体験を研究したアリソン・ブリッグスは、生活必需品の援助を受けることで着せられる汚名や、「月経に関する一般的なタブー」、社会が「月経は隠されるべきものだと決めてかかっている」ことも加わり、月経のある女性にとって「実際の身体的不快感だけでなく、面目を潰され、屈辱を受ける体験」となる、二重苦であると述べている。
月経は女性特有の生理現象であるため、男性から隠されていることも少なくない。そのため、欧米や日本での月経をめぐる活動でも、月経について語ることがタブー視されていることが、幾度となく問題視されている。
月経の穢れ観は、地域によって早さに差はあるが、世界的に希薄化が進んでいる。
また、月経観はジェンダーによる差があり、男性の月経観は女性とは異なるという調査結果もある。

### 労働と生理休暇
就労している女性は月経に伴う症状を服薬で抑えたり我慢したりして仕事を続けるほか、病院に行ったり、生理休暇を利用したりすることもあり、健康経営上も重要なテーマである。日本の経済産業省は2019年（平成31年）3月、月経随伴症状による労働損失が年間4911億円、通院・医薬品代を含む社会経済的コストが6828億円とする推計値を公表した。
生理休暇は日本の労働基準法の第68条で、生理日の就業がいちじるしく困難な女子が取得できる旨を定めている。
なお、近代以降において、生理休暇を法制化したのは日本が最初である。これに対し、婦人差別撤廃条約批准以降は「母性保護措置ではないので、医学的に配慮が必要な場合を除き廃止すべきである」との指摘があるが、依然として「母性保護のため必要なので、現行のとおり存続とすべきである」という主張もあり、両者の意見は分かれたままになっている。
多くの職場では男女双方が働いているが、月経について話題にすることはセクシャルハラスメント（セクハラ）と受け取られることがあり、女性従業員を気遣うつもりであっても躊躇するという声もあると産経新聞は報じている。

### 広告
生理用品のCMでは、経血は青色や緑色の着色水で表現される。無色透明ではわかりにくく、赤だと生々しいという理由からである。